# Hankou

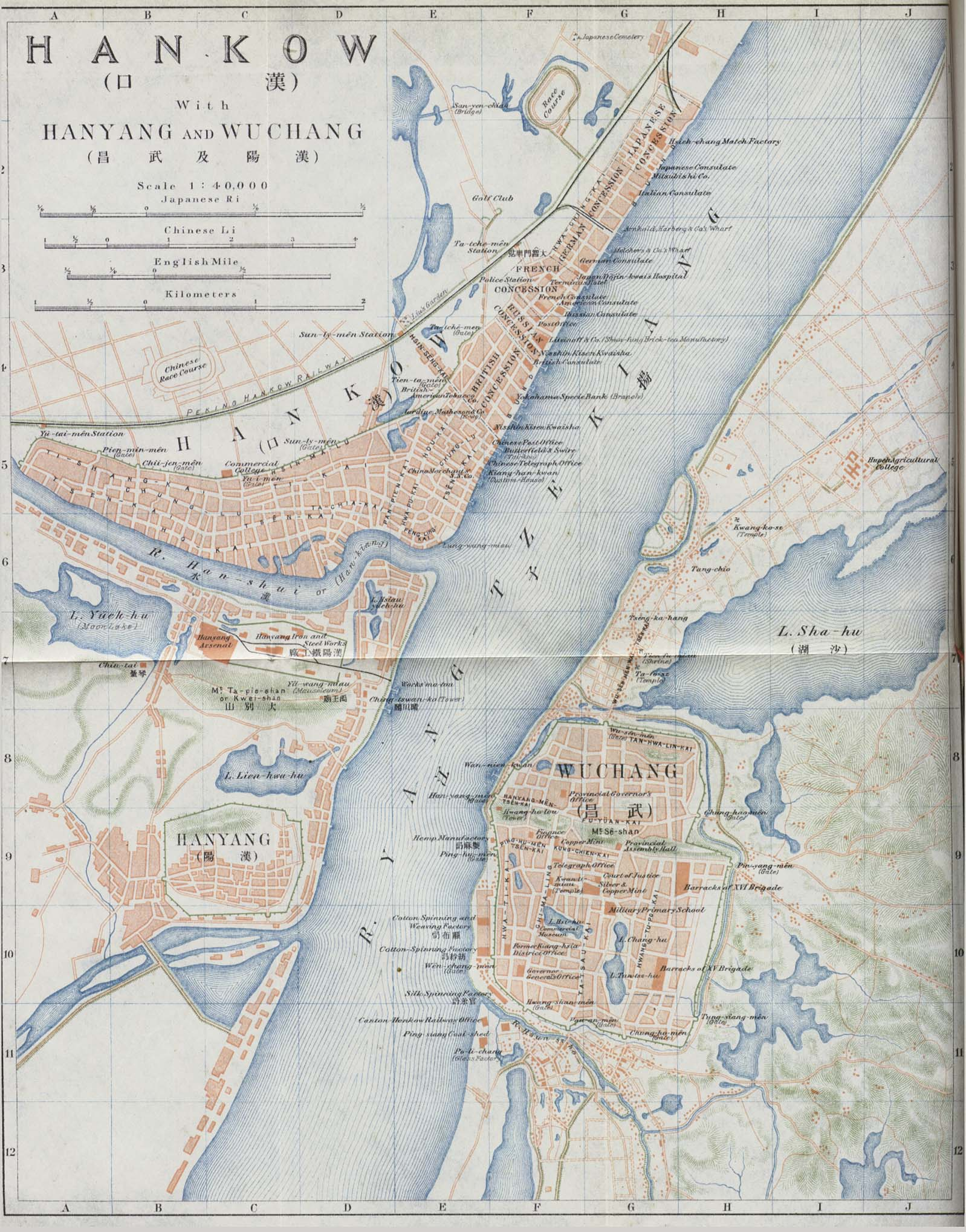
Karta över Hankou, Hanyang och Wuchang år 1915.

Hankou (kinesiska: 汉口, pinyin: Hànkǒu), tidigare känt som Hankow, var en stad och fördragshamn i provinsen Hubei i Kina  vid Hanflodens utlopp i Yangtze.
Tillsammans med grannstäderna Wuchang och Hanyang utgör den sedan 1949 den förenade staden Wuhan.

## Geografi
Hankou och Hanyang ligger på vänstra eller östra stranden av Yangtze, som här rinner från söder mot norr. De åtskiljs av Hanfloden (Han Shui) med Hangkou på den vänstra eller norra sidan av denna. Wuchang, som var den ursprungliga provinshuvudstaden i Hubei, ligger på Yangtzes högra eller västra sida. Broar och också en tunnel under Yantze knyter idag samman de tre stadsdelarna.

## Historia
I december 1853 erövrades staden av Taipingupproret under rebellerna marsch norrut.

Järnvägståg i Hankow. På skylten står "Hankowville".

Hankou, som 1861 öppnades som fördragshamn för utlandshandel, har ett gynnsamt läge och utvecklades under 1900-talet till en av centrala Kinas handels- och industricentran, där flera utländska makter förlade koncessioner. Genom Yangtze har staden haft goda förbindelser med Shanghai, och sommartid vid högvatten kan oceangående fartyg segla de 940 kilometerna från kusten. 1905 förenades Hankou med Peking via en järnvägsförbindelse. Senare påbörjades en järnvägsförbindelse Wuchang-Guangzhou, som 1911 färdigställdes i sin norra del. I Wuchang anlades Kinas första moderna järnverk, och en arsenal för kanon-, gevärs-, och kruttillverkning. Staden hade tidigare även ett svenskt vicekonsulat.
Som ett resultat av den Norra expeditionen övergav Storbritannien sin koncession i staden 1927, medan Frankrike och Japan överlämnade sina koncessioner till kinesisk jurisdiktion först efter andra världskriget. 1949 slogs Hankou, Hanyang och Wuhan ihop till den gemensamma staden Wuhan. Idag utgör Hankou inte längre en administrativ enhet utan omfattas delvis av stadsdistrikten Jiang'an, Jianghan och Qiaokou i Wuhan.